# Ахмед Хегази
Ахмд ел Сајид Али ел Сајид Хегази (арап. أحمد حجازي‎‎, романизовано Ahmed Elsayed Ali Elsayed Hegazy; Исмаилија, 25. јануар 1991) професионални је египатски фудбалер који игра у одбрани на позицији центархалфа. 
За сениорску репрезентацију Египта игра од 2011. године. Са репрезентацијом је освојио сребрну медаљу на Купу афричких нација 2017. у Габону, а играо је и на Летњим олимпијским играма 2012. у Лондону и Светском првенству 2018. у Русији. 

## Клупска каријера
Хегази је професионалну каријеру започео у редовима египатске Исмаилије, клуба у којем је започео са тренирањем фудбала. За Исмаилију је одиграо 3 сезоне у Премијер лиги Египта, да би потом, у децембру 2012, за 1,5 милиона евра прешао у редове италијанске Фјорентине. Дебитантски наступ у дресу Фјорентине, али и у Серији А, Хегази је остварио 18. новембра 2012. у утакмици против Аталанте из Бергама, а нешто касније истог месеца постигао је и први погодак у утакмици италијанског купа против екипе Јуве Стабие. У том периоду је доживео и тешку повреду ноге због чега је скоро пола године провео ван терена. У септембру 2013. доживео је нову повреду због које је поново паузирао наредних шест месеци. 
Почетком фебруара 2015. одлази на позајмицу у екипу Перуђе у чијим редовима је окончао сезону 2014/15. играјући у Серији Б. На крају те сезоне као слободан играч враћа се у Египат где потписује петогодишњи уговор са тамошњим великаном Ал Ахлијем из Каира. Са екипом из Каира у наредне две сезоне осваја две титуле националног првака и један трофеј националног суперкупа. 
Иако је уговором био везан за Ал Ахли до јуна 2020, након само две сезоне проведене у Египту, у лето 2017. одлази на позајмицу у енглески Вест Бромич албион, уз опцију откупа уговора. Дебитантски наступ у енглеској Премијер лиги имао је 12. августа против Борнмута када је постигао и једини гол на утакмици. Прву сезону у Премијер лиги окончао је са 42 одигране утакмице и 2 постигнута поготка.

## Репрезентативна каријера
Репрезентативну каријеру у дресу Египта започиње 2009. играма у дресу младе репрезентације на Светском првенству које се играло у Египту. Две године касније дебитовао је и за сениорски тим, пошто је одиграо квалификациону утакмицу за Куп афричких нација против Сијера Леонеа (утакмица играна 3. септембра 2011. год.). 
Играо је у репрезентативном дресу и на Афричком купу нација 2017. у Габону где су Египћани освојили друго место, а нашао се и у саставу репрезентације за Светско првенство 2018. у Русији. На светском првенству дебитовао је 15. јуна у утакмици против селекције Уругваја коју су Египћани изгубили резултатом 0:1, док је Хегази на том сусрету добио жути картон. 